# Gare de Bromley South
La gare de Bromley South (en anglais : Bromley South railway station), est une gare ferroviaire de la Ligne principale de Chatham (en), en zone 5 Travelcard. Elle  est située sur la High Street à Bromley, sur le territoire du borough londonien de Bromley, dans le Grand Londres.
C'est une gare Network Rail desservie par des trains Southeastern et Govia Thameslink Railway, de National Rail.

## Histoire
La gare, alors dénommée Bromley, est mise en service le 5 juillet 1858. Elle est renommée Bromley South le 1er juin 1899.